# 다리엔흙파는쥐
다리엔흙파는쥐 또는 다리엔주머니고퍼(Orthogeomys dariensis)는 흙파는쥐과에 속하는 설치류의 일종이다. 파나마의 토착종이다.